# Stuart Rosenberg
Stuart Rosenberg (Nova York, Nova York, 11 d'agost de 1927 − Beverly Hills, Califòrnia, 15 de març de 2007) va ser un director de cinema estatunidenc conegut sobretot pels films The Amityville Horror, Brubaker i Cool Hand Luke.

## Biografia
Nascut a Brooklyn, Nova York, Rosenberg va estudiar literatura irlandesa en el New York University de Manhattan, i va començar a treballar com a ajudant de direcció mentre acabava els estudis. Posteriorment també va treballar com a muntador fins que finalment en 1957 va tenir l'oportunitat de debutar com a director rodant un capítol de la sèrie Decoy, protagonitzat per Beverly Garland.
Entre 1958-1963 dirigiria 15 episodis per l'ABC de la sèrie policíaca Naked City. En 1960, Rosenberg dirigiria el seu primer film El sindicat del crim (1960), protagonitzat per Peter Falk, però una vaga del sindicat d'actors i el de guionistes li va obligar a deixar el film i ser substituït pel seu productor Burt Belaven. Rosenberg va tornar a la televisió dirigint 15 episodis de Els intocables, vuit de l'antologia Bob Hope Presents the Chrysler Theatre, cinc d'Alfred Hitchcock Presents, i tres de The Twilight Zone, entre d'altres. Va guanyar en 1963 el premi Emmy per la seva direcció de "The Madman", un dels 19 episodis del drama judicial The Defenders.
Entre 1963 i 1966, Rosenberg seguiria realitzant telefilmes com Question 7 (1961), Memorandum for a Spy (1966) o Fame Is the Name of the Game (1966). Fins que en 1967, el director donaria el salt a la fama mundial amb la realització de La llegenda de l'indomable amb Paul Newman en el paper protagonista. Rosenberg adaptaria la novel·la de Donn Pearce per dirigir-la amb la productora de Jack Lemmon, Jalem.
Aquesta pel·lícula va ser un èxit de crítica i públic. Després de La llegenda de l'indomable arribarien altres films com a Bojos d'abril (1969), el debut americà de l'actriu francesa Catherine Deneuve, les noves col·laboracions amb Newman Un home d'avui (1970), Amb l'aigua al coll (1975) o el thriller policíac amb Walter Matthau com a protagonista San Francisco, ciutat nua (1973).
A principis dels 80, Rosenberg tornaria a triomfar amb un altre thriller carcerari amb Brubaker (1980) amb Robert Redford de protagonista. Els tres últims treballs de Rosenberg serien Sed de poder (1984), Let's Get Harry (1986), on el director utilitzaria el pseudònim Alan Smithee i el drama independent My Heroes Have Always Been Cowboys (1991).
A partir de 1993, Rosenberg es convertiria en professor del American Film Institute. Alumnes seus han estat Darren Aronofsky, Todd Field, Mark Waters, Scott Silver, Doug Ellin i Rob Schmidt.
Rosenberg va morir d'un atac al cor a la seva casa de Beverly Hills.

## Filmografia
Les seves pel·lícules més destacades són:

### Cinema
- 1960: Murder, Inc.
- 1961: Question 7
- 1967: Cool Hand Luke
- 1969: The April Fools
- 1970:  Move
- 1970: WUSA
- 1972: Pocket Money
- 1973: The Laughing Policeman
- 1975: Amb l'aigua al coll (The Drowning Pool)
- 1976: Voyage of the Damned
- 1979: The Amityville Horror
- 1979: Amor i bales (Love and Bullets)
- 1980: Brubaker
- 1984: Set de poder (The Pope of Greenwich Village)
- 1986: Let's Get Harry
- 1991: My Heroes Have Always Been Cowboys

### Televisió
- 1964: Calhoun: Comtey Agent
- 1965: Memorandum for a Spy
- 1966: A Small Rebellion
- 1966: Fame Is the Name of the Game

## Premis i nominacions

### Premis
- 1963: Primetime Emmy al millor director dramàtic per The Defenders

### Nominacions
- 1961: Os d'Or per Question 7
- 1964: Primetime Emmy al millor director dramàtic per The Defenders